# Bloye
Bloye ist eine französische Gemeinde im Département Haute-Savoie in der Region Auvergne-Rhône-Alpes.

## Geographie
Bloye liegt auf 375 m, in der Nähe von Rumilly, etwa 16 Kilometer westsüdwestlich der Stadt Annecy (Luftlinie). Das ehemalige Bauerndorf erstreckt sich im westlichen Albanais, im Alpenvorland, in der breiten Senke, welche das Becken von Rumilly mit dem Lac du Bourget verbindet.
Die Fläche des 4,40 km² großen Gemeindegebiets umfasst einen Abschnitt des Albanais. Der Hauptteil des Gebietes wird von der rund zwei Kilometer breiten Talsenke eingenommen, die sich von Rumilly südwärts in die Gegend von Aix-les-Bains fortsetzt. Bei Bloye befindet sich die Talwasserscheide (auf 364 m): Der nördliche Teil wird durch den Dadon zum Chéran entwässert, der südliche durch die Deisse zum Lac du Bourget. In der früher vermoorten Talebene befinden sich zwei Weiher (Étang de Crosagny und Étang de Beaumont). Nach Westen erstreckt sich das Gemeindeareal in die angrenzende Hügellandschaft. Hier wird mit 494 m die höchste Erhebung von Bloye erreicht.
Zu Bloye gehören neben dem eigentlichen Ortskern auch mehrere Weilersiedlungen und Gehöfte, darunter:
- Grand Salagine (364 m) in der Talebene
- Petit Salagine (364 m) in der Talebene

Nachbargemeinden von Bloye sind Rumilly im Norden, Marigny-Saint-Marcel und Saint-Félix im Osten, Albens im Süden sowie Massingy im Westen.

## Sehenswürdigkeiten
Die Kirche Saint-Maurice wurde 1850 erbaut. Sie besitzt Altäre aus Carrara-Marmor und eine Kanzel aus Nussbaumholz. Erwähnenswert sind im Weiteren das Château de Conzier und das Château de Salagine, das zu Beginn des 19. Jahrhunderts wiederaufgebaut wurde.

## Bevölkerung
| Jahr                       | 1962 | 1968 | 1975 | 1982 | 1990 | 1999 | 2004 |
| Einwohner                  | 323  | 321  | 294  | 354  | 414  | 428  | 463  |
| Quellen: Cassini und INSEE |      |      |      |      |      |      |      |

Mit 565 Einwohnern (Stand 1. Januar 2022) gehört Bloye zu den kleinen Gemeinden des Département Haute-Savoie. Im Verlauf des 19. und 20. Jahrhunderts nahm die Einwohnerzahl aufgrund starker Abwanderung kontinuierlich ab (1861 wurden in Bloye noch 523 Einwohner gezählt). Seit Mitte der 1970er Jahre wurde jedoch wieder eine deutliche Bevölkerungszunahme verzeichnet.

## Wirtschaft und Infrastruktur
Bloye war bis weit ins 20. Jahrhundert hinein ein vorwiegend durch die Landwirtschaft geprägtes Dorf. Daneben gibt es heute verschiedene Betriebe des lokalen Kleingewerbes. Mittlerweile hat sich das Dorf auch zu einer Wohngemeinde entwickelt. Viele Erwerbstätige sind Wegpendler, die in den größeren Ortschaften der Umgebung und im Raum Annecy ihrer Arbeit nachgehen.
Die Ortschaft ist verkehrsmäßig gut erschlossen. Sie liegt nahe der Hauptstraße D910, die von Rumilly nach Aix-les-Bains führt. Weitere Straßenverbindungen bestehen mit Massingy, Cessens, Saint-Félix und Marigny-Saint-Marcel. Der nächste Anschluss an die Autobahn A41 befindet sich in einer Entfernung von rund sechs Kilometern. Bloye besaß einen Bahnhof an der Bahnstrecke Aix-les-Bains–Annemasse.